# Bua (Szwecja)
Bua – miejscowość (tätort) w Szwecji, w regionie administracyjnym (län) Halland, w gminie Varberg.
Według danych Szwedzkiego Urzędu Statystycznego liczba ludności wyniosła: 2036 (31 grudnia 2015), 2110 (31 grudnia 2018) i 2131 (31 grudnia 2019).